# Constitution grecque de 1822
/ Constitution de 1823
La constitution grecque de 1822, en grec moderne : Ελληνικό Σύνταγμα του 1822, est un document adopté par la première assemblée nationale d'Épidaure, le 1er janvier 1822. Officiellement, il s'agit du régime provisoire de la Grèce (Προσωρινό Πολίτευμα της Ελλάδος), parfois traduit par Constitution temporaire de la Grèce. Considérée comme la première constitution de la Grèce moderne, elle constitue une tentative d'organisation gouvernementale et militaire temporaire jusqu'à la mise en place future d'un parlement national. 
Elle remplace un certain nombre de textes qui avaient été adoptés par des comités révolutionnaires locaux, tels que l'Organisation du Sénat de la Grèce occidentale, l'Aréopage de la Grèce continentale orientale et l'Organisation du Sénat du Péloponnèse. Ces comités s'étaient formés l'année précédente, qui avait vu le déclenchement de la guerre d'indépendance grecque. La Constitution est principalement l'œuvre de l'Italien Vincenzo Gallina et évite délibérément les principes libéraux et démocratiques des constitutions révolutionnaires françaises de 1793 et 1795, ainsi que de la constitution de 1787 des États-Unis, ceci afin de ne pas inquiéter la Sainte-Alliance. Pour la même raison, il n'y a aucune référence dans la Constitution à la Filikí Etería. 
En ce qui concerne la formation de deux organes de l'administration, un modèle multi-central est adopté avec la composition de deux organes annuels (délibératif et exécutif) dont les tâches sont définies et séparées de manière imprécise. Cette déclaration prend la forme officielle d'un texte constitutionnel ; il s'agit de la Constitution d'Epidaure, la première constitution de l'histoire moderne de la Grèce.
La constitution est divisée en quatre parties et 109 articles : 
- La partie I traite des droits religieux et civils des Grecs et se prononce sur la prédominance de l'Église orthodoxe grecque et réglemente certains droits de l'homme importants.
- La partie II traite des questions administratives.
- La partie III décrit les devoirs du pouvoir législatif.
- La partie IV décrit les devoirs de l'exécutif.

La constitution est considérée comme libérale et démocratique, bien qu'elle représente un compromis entre les chefs militaires de la Révolution et les propriétaires terriens, qui dominent la Première Assemblée nationale. La création d'un exécutif et d'un législatif témoigne de la volonté de ces deux centres de pouvoir de maintenir un équilibre politique. L'équivalence constitutionnelle entre le législatif et l'exécutif reflète la méfiance des membres de l'Assemblée nationale et a entraîné la paralysie de la procédure législative. En tout état de cause, les besoins et les difficultés de la révolution ont empêché la pleine application de la Constitution.